# Giulietta a duchové
Giulietta a duchové (v italském originále Giulietta degli spiriti) je italský film režiséra Federica Felliniho z roku 1965. Film má komediální, dramatické a fantaskní rysy. Fellini si v něm pohrál s možnostmi barevného filmu (šlo o jeho první celovečerní barevný film). Scénář napsal sám režisér spolu s Brunello Rondim a Ennio Flaianem. Hlavní roli ztvárnila Felliniho nejoblíbenější herečka a manželka Giulietta Masina, hudbu napsal jeho dvorní skladatel Nino Rota.
Film pojednává o nepříliš pohledné ženě, která se jednak cítí méněcenná vůči svým krásnějším sestrám i krásné matce a zároveň se cítí nešťastná ve vztahu s despotickým a záletným manželem. Jako velmi pověrčivá žena zajde za kartářkou, a ta jí řekne, že bude šťastná jen tehdy, oddá-li se prostituci. Hlavní hrdinka tak skutečně učiní. Získá tím jisté sebevědomí, ale závěr snímku je dosti nejednoznačný a nelze říci, zda se hrdinka stala šťastnější. Film obsahuje řadu snových a halucinačních scén. V roce 1966 film získal Zlatý glóbus za nejlepší cizojazyčný film a Giulietta Masina za svůj herecký výkon získala Donatellova Davida. Snímek byl rovněž nominován na Oscara za nejlepší kostýmy a nejlepší dekoraci. Woody Allen vytvořil remake snímku pod názvem Alice (1990).